# Stara Synagoga w Strasburgu
Stara Synagoga w Strasburgu – nieistniejąca synagoga w Strasburgu przy bulwarze Klebera.

## Historia

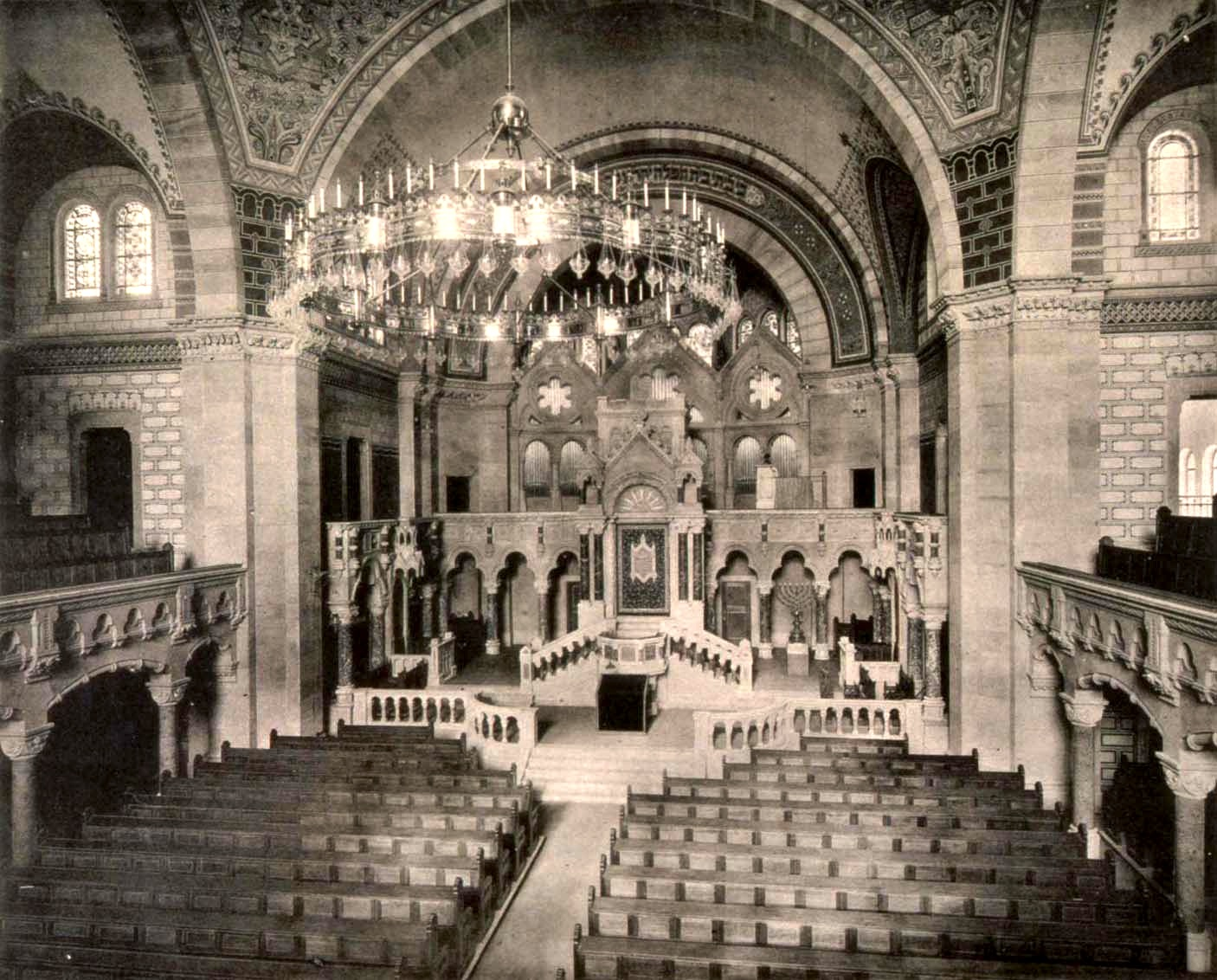

Pierwsza synagoga w Strasburgu powstała w 1834 przy ulicy Świętej Heleny, kiedy gmina żydowska w mieście liczyła ok. 1500 osób. W latach 80. XIX wieku jej liczebność wzrosła do ok. 4 tys. ludzi i konieczna była budowa nowej świątyni. W 1889 został powołany komitet, który zajął się zbieraniem koniecznych funduszy.
Projekt budynku stworzył architekt z Karlsruhe, Ludwig Lévy, autor kilku innych budynków synagog w Palatynacie oraz kościoła św. Piotra w Strasburgu. Dopiero w 1895 jego plan został zatwierdzony przez władze miasta. W czerwcu rozpoczęto prace budowlane zakończone w listopadzie 1897. 8 września 1898 uroczyście przeniesiono zwoje Tory z synagogi przy ul. Świętej Heleny do nowego budynku. Przy synagodze działała biblioteka żydowska.
Po wejściu hitlerowców do Strasburga synagoga została zamknięta, a następnie rozebrana.

## Architektura
Synagoga reprezentowała styl neoromański. Jej najwyższym punktem była strzeliście zakończona ośmioboczna wieża z rzędem półkolistych okien poniżej dachu. Jej łączna wysokość wynosiła 54 metry. Fasada główna oraz boczne synagogi posiadały rozety z maswerkiem, fryz poniżej trójkątnego szczytu oraz łukowe obramowanie rozety. Poniżej znajdowały się rzędy podobnie uformowanych okien. Do głównej elewacji przylegała druga wieża, podobnie zwieńczona jak główna, z otwartą ostatnią kondygnacją. Dwie okrągłe wieże przylegały do wschodniej ściany budynku.
We wnętrzu synagogi znajdował się wykonany w stylu mauretańskim Aron ha-kodesz oraz bogata dekoracja mozaikowa na sklepieniu. Całość wspierały misternie rzeźbione kolumny, podobnie dekorowana była drewniana balustrada galerii dla kobiet.